# ジェイミー・ミッチェル
ジェイミー・ロレイン・ミッチェル（Jamie Lorraine Mitchell、1985年1月31日 - ）は、アメリカ合衆国のプロボクサー。元WBA女子世界バンタム級王座。

## 概要
2017年1月21日、Dalia Gomez戦でデビューし、4回3-0判定勝利。
2021年10月9日、リヴァプールにてシャノン・コートネイの体重超過により剥奪されたWBA女子世界バンタム級王座に挑み、2-0判定でプロ9戦目での世界王座奪取に成功。
2022年2月5日、Carly Skellyを4回KOで退け王座初防衛に成功。
2022年11月26日、ドバイにてニーナ・ヒューズ相手に2度目の防衛戦を行うが、0-3判定でプロ初黒星を喫し王座陥落。
2023年3月31日、ナッソーにてリンゼイ・ガーバットを2-0判定で降し再起成功。

## 戦績
- プロ：12戦 9勝 5KO 1敗 2分

## 獲得タイトル
- WBA女子世界バンタム級王座